# Общество всеобщего знания (Польша)

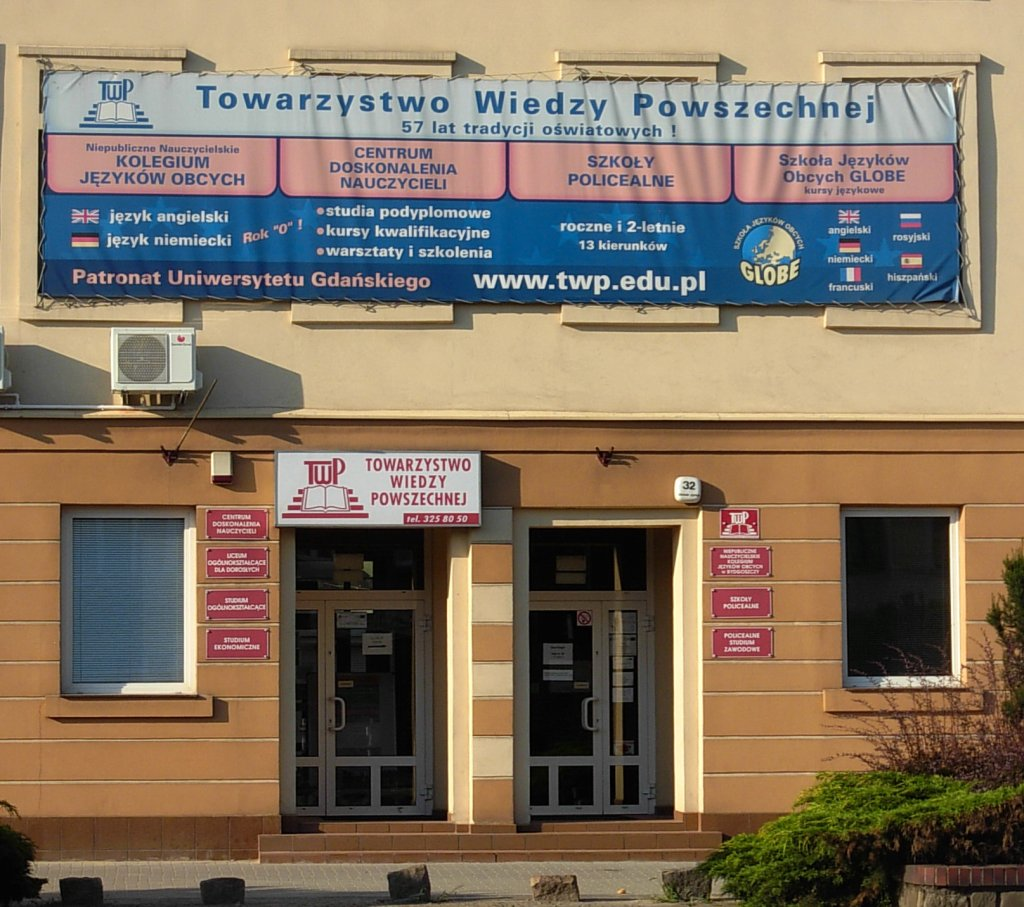
Здание Общества всеобщего знания в Быдгоще

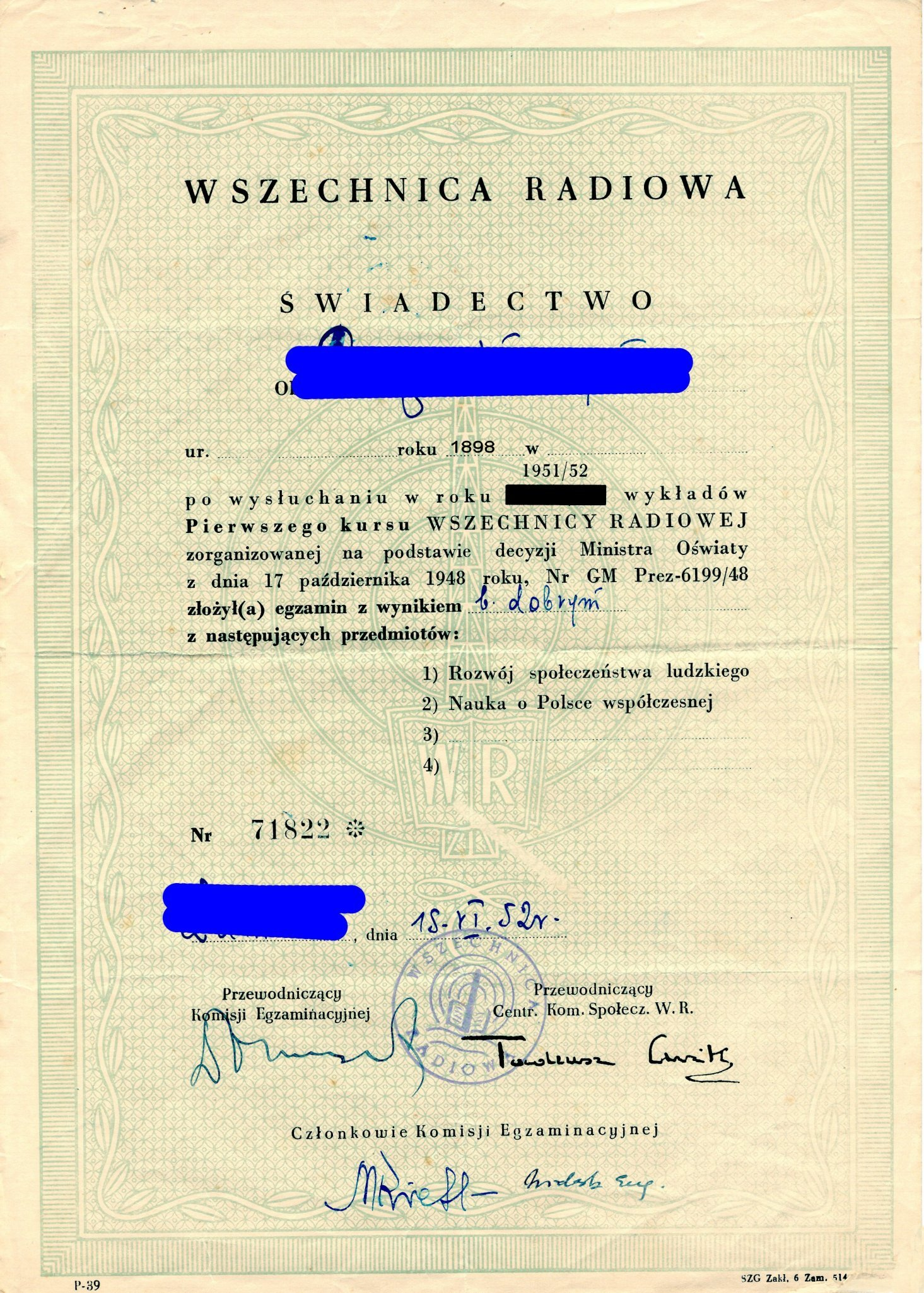
Свидетельство об окончании курсов Всеобщего университета

Общество всеобщего знания (пол. Towarzystwo Wiedzy Powszechnej, TWP) — польская общественная организация, главной целью которой является просветительская и образовательная деятельность среди взрослых, молодёжи и детей, а также методическая работа среди педагогов и развитие практических навыков среди взрослых. Общество осуществляет свою деятельность с помощью организации различных лекций, выставок и организации клубов по интересам. В настоящее время администрация Общества всеобщего знания находится в Варшаве во Дворце культуры и науки.

## История
Общество всеобщего знания было основано 5 мая 1950 года распоряжением Совета министров на основе расформированных Общества рабочего и народного университета и издательства «Культурно-просветительское сообщество „Czytelnik“». Решение о создании Общества всеобщего знания подписал премьер-министр Юзеф Циранкевич. Устав общества был утверждён Советом министров 4 декабря 1959 года.
Общество всеобщего знания организовывало так называемые «всеобщие университеты». Первый всеобщий университет был организован в 1956 году в городе Быдгощ. Этот университет был основан профессором Казимиром Сосьницким. В конце 50-х годов по всей территории Польши уже действовало около 500 подобных всеобщих университетов, главным образом в сельских населённых пунктов. В конце 50-х годов по окончании курсов всеобщего университета выдавались свидетельства об их окончании.
В конце 90-х годов XX столетия Общество всеобщего знания получило полную независимость от государства.